# Jorrit de Ruiter
Jorrit de Ruiter (Amsterdam, 28 november 1986) is een Nederlandse badmintonspeler die tot september 2015 deel uitmaakte van de Nationale Badmintonselectie. Na deelgenomen te hebben aan de wereldkampioenschappen 2015 in Jakarta besloot hij te stoppen als professioneel en internationaal badmintonner.
De Ruiter was gespecialiseerd in het dubbelspel en speelde tot april 2013 samen met Dave Khodabux het heren dubbel (hoogst behaalde wereldranking 33). Daarna speelde hij nog uitsluitend het gemengd dubbel (hoogst behaalde wereldranking 16) met Samantha Barning die in deze discipline sinds 2012 zijn partner was. In een jaar tijd bereikten zij plaats 24 op de wereldranglijst. Door een ernstige blessure van Barning in september 2013 kon hij de rest van dat jaar geen toernooien meer spelen met als gevolg een sterke daling op de wereldranglijst naar plaats 60. Sinds februari 2014 namen hij en Samantha Barning weer deel aan internationale toernooien en in april 2014, tijdens de Europese kampioenschappen in Kazan Rusland, wonnen zij een bronzen medaille. In juni 2015 stonden zij op plaats 16 op de wereldranglijst.
De Ruiter trainde fulltime op het Nationaal Sportcentrum Papendal en was voorzitter van de Spelersraad van Badminton Nederland. In 2011 voltooide hij de studie commerciële sporteconomie aan de Johan Cruyff University in Amsterdam
De Ruiter begon op zijn zevende met badminton bij BC Duinwijck te Haarlem en hij speelde tot 2005 competitie voor deze club. In deze periode werd hij ook lid van de Nationale Jeugdselectie en veroverde hij 9 keer een Nationale Jeugdtitel (4x gemengddubbel, 3x herendubbel en 2x single). In het seizoen 2005/06 speelde hij voor het eerst in de Top Liga voor de, toenmalige, eredivisie club BV Slotermeer in Amsterdam. Een jaar later trad hij toe tot het eerste team van BV Van Zijderveld in Amstelveen. In 2011 keerde hij voor één seizoen terug bij BC Duinwijck waarna hij 4 seizoenen speelde voor Badminton-Verein Mülheim a.d. Ruhr dat uitkomt in de eerste Duitse Bundesliga. Sinds 2016 speelt hij opnieuw in het eerste team van BC Duinwijck waarmee hij in maart 2018 het, voor de club 25ste, landskampioenschap behaalt. De Ruiter is er ook een jaar later weer bij als de club erin slaagt ook de finale van de Eredivisie competitie 2018-2019 te winnen.

## Resultaten
| Seizoen | Toernooi                                | Onderdeel | Plaats | Naam                                |
| ------- | --------------------------------------- | --------- | ------ | ----------------------------------- |
| 2009    | All England                             | HD        | 9      | Jürgen Wouters / Jorrit de Ruiter   |
| 2011    | Belgian International                   | GD        | 2      | Selena Piek / Jorrit de Ruiter      |
| 2011    | Slovak International                    | HD        | 1      | Dave Khodabux / Jorrit de Ruiter    |
| 2012    | Estland International                   | HD        | 2      | Dave Khodabux / Jorrit de Ruiter    |
| 2012    | Estland International                   | GD        | 2      | Samantha Barning / Jorrit de Ruiter |
| 2012    | Swedish International Stockholm         | HD        | 2      | Dave Khodabux / Jorrit de Ruiter    |
| 2012    | Polish International                    | HD        | 3      | Dave Khodabux / Jorrit de Ruiter    |
| 2012    | Dutch International                     | HD        | 2      | Dave Khodabux / Jorrit de Ruiter    |
| 2012    | Spanish open                            | HD        | 1      | Dave Khodabux / Jorrit de Ruiter    |
| 2012    | Norwegian International                 | GD        | 1      | Samantha Barning / Jorrit de Ruiter |
| 2012    | Irish Open                              | GD        | 1      | Samantha Barning / Jorrit de Ruiter |
| 2013    | All England                             | GD        | 9      | Samantha Barning / Jorrit de Ruiter |
| 2013    | Swiss Open                              | GD        | 9      | Samantha Barning / Jorrit de Ruiter |
| 2013    | US Open GPG                             | GD        | 5      | Samantha Barning / Jorrit de Ruiter |
| 2013    | Canada Open GP                          | GD        | 2      | Samantha Barning / Jorrit de Ruiter |
| 2014    | French International Orleans            | GD        | 3      | Samantha Barning / Jorrit de Ruiter |
| 2014    | European Championships Russia           | GD        | 3      | Samantha Barning / Jorrit de Ruiter |
| 2014    | Canada Open GP                          | GD        | 2      | Samantha Barning / Jorrit de Ruiter |
| 2014    | Belgium International                   | GD        | 3      | Samantha Barning / Jorrit de Ruiter |
| 2014    | Yonex Dutch Open GP                     | GD        | 2      | Samantha Barning / Jorrit de Ruiter |
| 2014    | Thaihot China Open Super Series Premier | GD        | 9      | Samantha Barning / Jorrit de Ruiter |